# Крилата бомба
Крила́та бо́мба (англ. glide bomb; також планеру́юча бомба, пла́не́рна бомба) — авіабомба, що планерує під час свого польоту. Порівняно зі звичайними бомбами, планерна завдяки підіймальній силі крил може долати значно більші відстані, тим самим роблячи їх застосування безпечнішим для літака-носія. Наприклад, комплект JDAM-ER, що перетворює бомбу на крилату, збільшує дальність запуску втричі, до 80 км, порівняно з базовим комплектом JDAM.  
Часто крилаті бомби можуть мати ракетні прискорювачі для збільшення дальності польоту, однак від крилатих ракет їх відрізняє відсутність сталої тяги двигуна протягом польоту.  
Як історичні, так і сучасні крилаті бомби переважно є керованими бомбами, часто високоточними.

## Історія

### Третій Райх

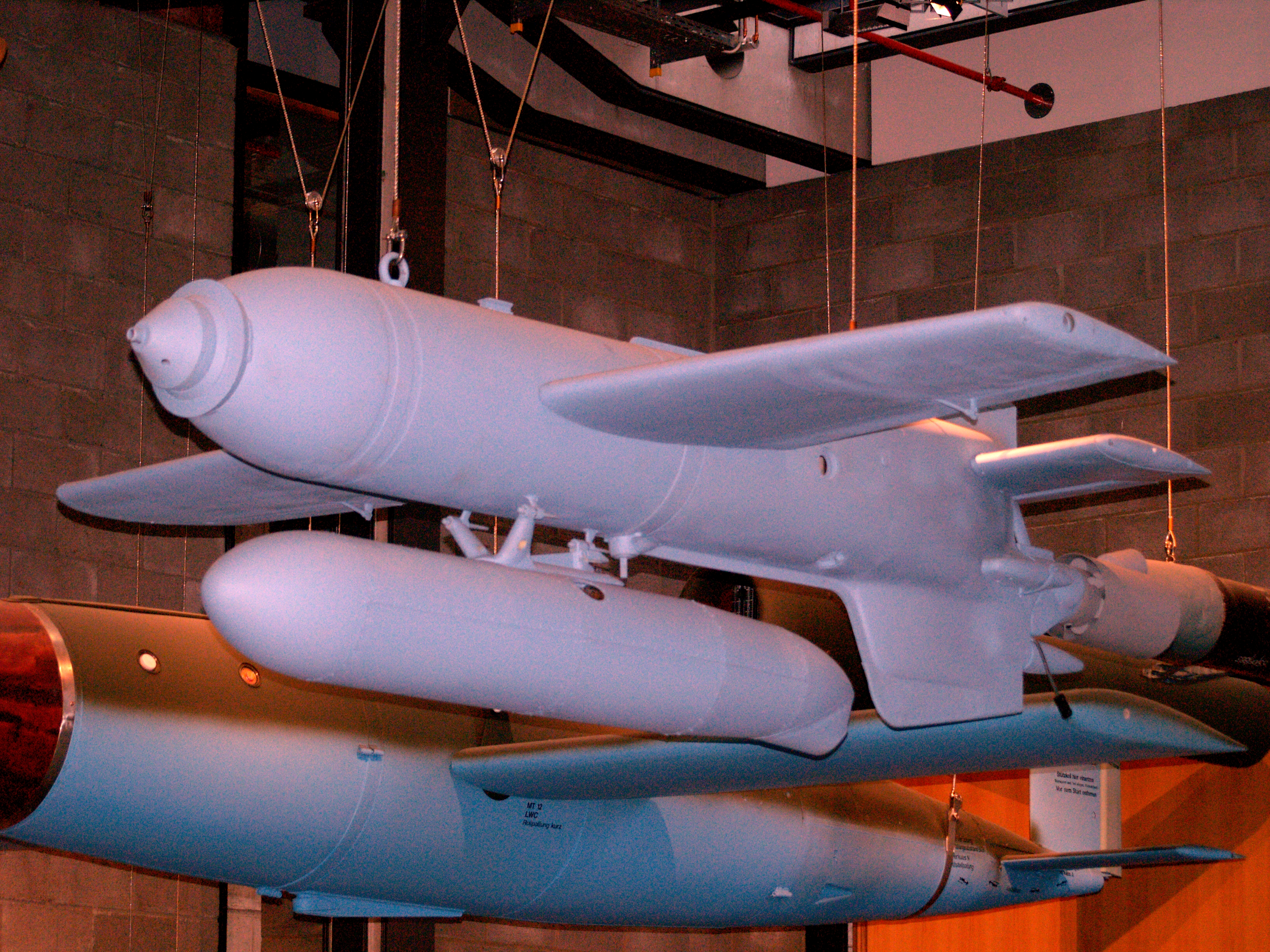
Одна з перших планерних бомб, німецька Henschel Hs 293

Під час війни в Іспанії Люфтваффе зіштовхнулось із труднощами при враженні рухомих кораблів. Після цього, з 1938 року, німецький інженер Макс Крамер проводив досліди із встановлення радіокерування на некеровані авіабомби. Зрештою це призвело до створення першої керованої авіабомби Fritz X (попри те, що її називають крилатою бомбою, вона такою не була — бо не мала підіймальних поверхонь і летіла балістичною траєкторією) та крилатої бомби / протикорабельної ракети Henschel Hs 293.

### США
Під час візиту до Великої Британії в 1941, американський генерал Генрі Ернолд помітив, що навіть у щільно забудованих містах багато бомб не влучають в будівлі. Він припустив, що планеруюча бомба не зможе пролетіти повз вертикальну споруду та ініціював створення таких бомб. Першою такою стала GB-1, що була вперше застосована 1944 року при бомбардуванні Кельна. Ця бомба мала боєголовку вагою 910 кг, скидалась із висоти 4500 м та мала дальність близько 32 км. При цьому відхилення складало до 1000—1500 м по дальності та 200—300 м по азимуту. Вона летіла на автопілоті, заснованому на гіроскопі, але також проводились досліди із різними системами наведення: контрастна, теплова, напівактивна та активна радарна, радіокерування тощо, але вони не пішли до виробництва. Всього таких бомб було створено та використано тисячі, а після війни їх зняли з озброєння.

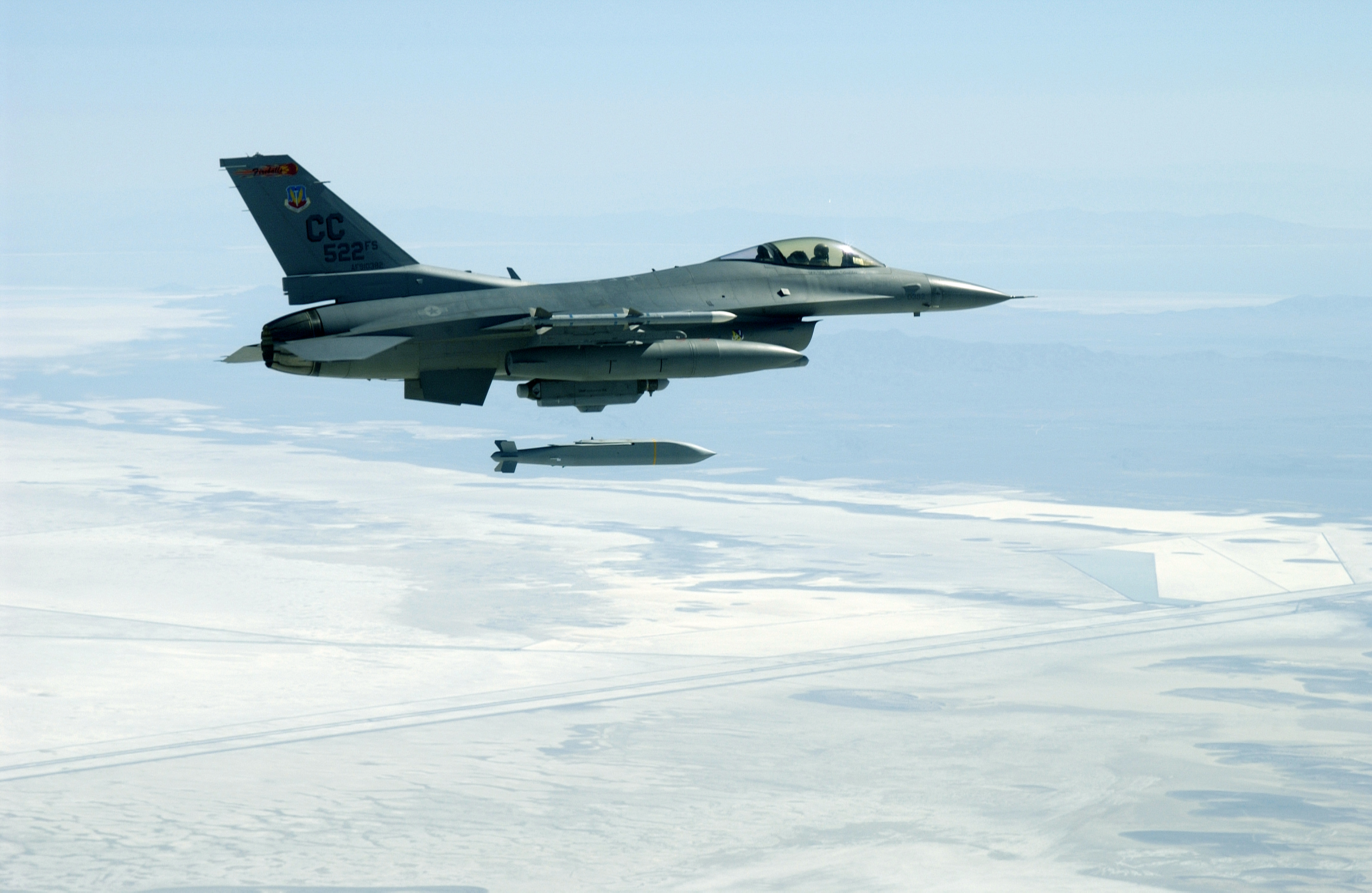
Скидання AGM-154 JSOW З F-16C

Флот США розробляв власні протикорабельні керовані засоби ураження з 1941 року. Першою успішною розробкою стала крилата бомба ASM-N-2 Bat. Вона мала боєголовку вагою 450 кг, дальність польоту до 32 км та запускалась із висоти до 8 км. Bat була повністю автоматизованою системою з активним радіолокаційним наведенням, ставши першою у світі системою типу «вистрілив — забув». Перше застосування бомби відбулось у 1945 році, а знято її з озброєння було в 1953.
Під час В'єтнамської війни США активно використовували крилаті бомби AGM-62 Walleye з телевізійним наведенням.

### Конвертація в планерні
На початку 2000-х США розробили комплект JDAM-ER на базі JDAM, що перетворює некеровану авіабомбу в керовану планерну. Дальність при цьому збільшується втричі — до 80 км. Аналогічний пристрій МПК в той час було розроблено і в Росії.
Під час російсько-української війни (з 2022) JDAM-ER та МПК активно застосовуються Україною та Росією відповідно.

## Перелік
- Henschel Hs 293 (1943) — протикорабельна бомба з двигуном[b].
- Blohm & Voss BV 246[en] (1943)
- GB-1[en] (1944), GB-4[en] (1944), GT-1[en] (1944) — сімейство планерних бомб та торпед
- ASM-N-2 Bat[en] (1944) — протикорабельна планерна бомба
- AGM-62 Walleye[en] (1963)
- AGM-154 JSOW (1998)
- SPICE[en] (2003) — ізраїльський комплект, що перетворює некеровані бомби на керовані крилаті
- МПК (2003[c]) — російський комплект, що перетворює некеровані бомби на керовані крилаті
- H-2 SOW[en], H-4 SOW[en] (2003)
- GBU-39 SDB (2006)
- JDAM-ER (2006[c]) — комплект, що перетворює некеровані бомби на керовані крилаті
- GBU-44 Viper Strike[en] (2007)
- HOPE/HOSBO[en] (2010)
- KGGB[en] (2013)
- DRDO Gaurav[en] (2014)
- ПБК-500У «Дрель»  (2018)
- GLSDB (2020) — конвертація GBU-39 для запуску з землі
- GBU-53 StormBreaker[en] (2020)

Примітка:  — застосовується Силами оборони України.